# Funció exponencial
En sentit ampli, una funció exponencial és qualsevol funció del tipus ax, una potenciació on la base a és qualsevol nombre real positiu i l'exponent x és la variable. De manera encara més general, s'anomenen així les funcions múltiples d'aquestes, de la forma kax amb k real (vegeu Creixement exponencial). En llenguatge menys precís, fins i tot es pot anomenar exponencial qualsevol funció formada a partir d'algun dels termes anteriors o que s'hi aproximi. Malgrat tot, el terme funció exponencial gairebé sempre es refereix a la funció exponencial en base e, que és la que tracta aquest article.
La funció exponencial és una de les funcions més importants de les matemàtiques. Sorgeix en el desenvolupament del càlcul infinitesimal i apareix en una immensa quantitat de fórmules amb nombroses aplicacions en la majoria de branques científiques. El domini de la funció són els nombres reals i es pot estendre també als nombres complexos. Si x és la variable, s'escriu exp(x) o ex, notació aquesta darrera que correspon a la potenciació amb base e, la constant d'Euler, que val aproximadament 2,71828183. Es pot caracteritzar de diverses maneres; és, per exemple, l'única funció que és igual a la seva derivada i que val 1 en el punt 0. És la funció inversa del logaritme natural, de manera que és un element imprescindible a l'hora de resoldre certs problemes.
Com a funció de la variable x real, la gràfica d'ex sempre és positiva (al llarg de l'eix de les x) i creixent (d'esquerra a dreta). Mai arriba a tocar l'eix de les x, tot i que s'hi aproxima tant com es vulgui (això significa que l'eix de les x és un asímptota horitzontal de la gràfica). La funció inversa, el logaritme neperià, ln(x), està definit per tota x positiva.
La funció exponencial es pot definir de manera anàloga en objectes matemàtics diferents als nombres reals i complexos, com en espais de matrius quadrades.
La funció exponencial real és una bijecció de {\displaystyle \mathbb {R} } a {\displaystyle (0;\infty )}. La seva funció inversa és el logaritme natural, escrit {\displaystyle \ln ,}, {\displaystyle \log ,} o {\displaystyle \log _{e};}. A causa d'això, alguns textos antics es refereixen a la funció exponencial com l'antilogaritme.

## Propietats
Utilitzant logaritmes neperians, es poden generalitzar el concepte de funció exponencial. La funció
{\displaystyle \!\,a^{x}=e^{x\ln a}}
definida per tot a > 0, i per tot x real, s'anomena la funció exponencial de base a.
Fixeu-vos que l'anterior equació també és vàlida per a = e, ja que
{\displaystyle \!\,e^{x\ln e}=e^{x\cdot 1}=e^{x}.}
Les funcions exponencials compleixen les següents propietats, per tot a i b reals positius i per tot x i y reals:
{\displaystyle \!\,a^{0}=1}
{\displaystyle \!\,a^{1}=a}
{\displaystyle \!\,a^{x+y}=a^{x}a^{y}}
{\displaystyle \!\,a^{xy}=\left(a^{x}\right)^{y}}
{\displaystyle \!\,{1 \over a^{x}}=\left({1 \over a}\right)^{x}=a^{-x}}
{\displaystyle \!\,a^{x}b^{x}=(ab)^{x}}
Les expressions que contenen fraccions i arrels aritmètiques es poden simplificar utilitzant la notació exponencial perquè:
{\displaystyle {1 \over a}=a^{-1}}
i per tot a > 0, b real, i n > 1 enter:
{\displaystyle {\sqrt[{n}]{a^{b}}}=\left({\sqrt[{n}]{a}}\right)^{b}=a^{b/n}}

## Relació amb funcions exponencials més generals
La funció exponencial {\displaystyle f(x)=e^{x}} s'anomena de vegades la funció exponencial natural per distingir-la d'altres funcions exponencials. L'estudi de qualsevol funció exponencial es pot reduir fàcilment a la funció exponencial natural, ja que per definició, per b positiu,
{\displaystyle ab^{x}:=ae^{x\ln b}}
Com a funcions d'una variable real, les funcions exponencials estan caracteritzades de forma única pel fet que la deriivada de tal funció és directament proporcional al valor de la funció. La constant de proporcionalitat d'aquesta relació és el logaritme natural de la base b:
{\displaystyle {\frac {d}{dx}}b^{x}\ {\stackrel {\text{def}}{=}}\ {\frac {d}{dx}}e^{x\ln(b)}=e^{x\ln(b)}\ln(b)=b^{x}\ln(b).}
Per b > 1, la funció {\displaystyle b^{x}} és creixent (com es veu per b = e i b = 2), ja que {\displaystyle \ln b>0} fa que la derivada sigui sempre positiva; mentre que per b < 1, la funció decreix (com es mostra per b = 12); i per b = 1 la funció és constant.
El nombre d'Euler e = 2.71828... és l'única base per la qual la constant de proporcionalitat és 1, ja que {\displaystyle \ln(e)=1}, de tal manera que la funció és la seva pròpia derivada:
{\displaystyle {\frac {d}{dx}}e^{x}=e^{x}\ln(e)=e^{x}.}
Aquesta funció, també escrita com exp x, s'anomena "funció exponencial natural", o simplement "la funció exponencial". Com que tota funció exponencial es pot escriure en termes de la funció esponencial natural com {\displaystyle b^{x}=e^{x\ln b}}, és convenient computacionalment i conceptual reduir l'estudi de les funcions exponencials a aquest cas particular. L'exponencial natural es denota, doncs, com
{\displaystyle x\mapsto e^{x}} o {\displaystyle x\mapsto \exp x.}
L'anterior notació és usada habitualment per exponents més simples, mentre que es prefereix la darrera quan l'exponent és molt complicat o és difícil de llegir en una font petita.
Per valors reals de c i d, una funció de la forma {\displaystyle f(x)=ab^{cx+d}} és també una funció exponencial, ja que es pot escriure com 
{\displaystyle ab^{cx+d}=\left(ab^{d}\right)\left(b^{c}\right)^{x}.}

## Derivades i equacions diferencials
La importància de les funcions exponencials en matemàtiques i les ciències ve principalment de les propietats de llurs derivades. En particular,
{\displaystyle {d \over dx}e^{x}=e^{x}}
És a dir, la derivada d'ex és ella mateixa. Aquesta és una propietat única dins de les funcions reals. Altres maneres de dir el mateix són:
- El pendent de la gràfica en el punt x és igual al valor de la funció a x.
- La funció exponencial és solució de l'equació diferencial {\displaystyle y'=y}.

De fet, moltes equacions diferencials donen lloc a funcions exponencials, com ara l'equació de Schrödinger, l'equació de Laplace i les equacions del moviment harmònic simple.
Per a les funcions exponencials amb altres bases:
{\displaystyle {d \over dx}a^{x}=(\ln a)a^{x}}
Tenim que qualsevol funció exponencial és un múltiple constant de la seva derivada.
Si el grau de creixement o de decreixement d'una variable és proporcional a la seva dimensió llavors podem escriure la variable com el producte d'una constant per la funció exponencial del temps.
A més a més, per qualsevol funció diferenciable f (x), tenim, per la regla de la cadena:
{\displaystyle {d \over dx}e^{f(x)}=f'(x)e^{f(x)}}.

## Definició formal
La funció exponencial ex es pot definir de diverses maneres equivalents fent servir sèries infinites. En particular es pot definir com una sèrie de potències:
{\displaystyle e^{x}=\sum _{n=0}^{\infty }{x^{n} \over n!}=1+x+{x^{2} \over 2!}+{x^{3} \over 3!}+{x^{4} \over 4!}+\cdots }
o com el límit d'una successió:
{\displaystyle e^{x}=\lim _{n\to \infty }\left(1+{x \over n}\right)^{n}.}
En aquestes definicions, {\displaystyle n!} significa factorial d'n, i x pot ser un nombre real, un nombre complex, un element d'una àlgebra de Banach o un element d'un cos de nombres p-àdics.
El terme d'error d'aquest límit-l'expressió és descrit per
{\displaystyle \left(1+{\frac {x}{n}}\right)^{n}=e^{x}\left(1-{\frac {x^{2}}{2n}}+{\frac {x^{3}(8+3x)}{24n^{2}}}+\cdots \right),}
on, el grau del polinomi (enx) en el terme amb el denominador' nk es 2k.

## Valor numèric
Per obtenir el valor numèric de la funció exponencial, la sèrie infinita es pot reescriure com:
{\displaystyle e^{x}={1 \over 0!}+x\,\left({1 \over 1!}+x\,\left({1 \over 2!}+x\,\left({1 \over 3!}+\cdots \right)\right)\right)}
{\displaystyle =1+{x \over 1}\left(1+{x \over 2}\left(1+{x \over 3}\left(1+\cdots \right)\right)\right)}
Aquesta expressió convergeix ràpidament si podem assegurar que x < 1. Per assegurar-ho, podem fer servir la següent identitat.
| {\displaystyle e^{x}\,} | {\displaystyle =e^{z+f}\,} |
|                         | {\displaystyle =e^{z}\cdot \left[{1 \over 0!}+f\,\left({1 \over 1!}+f\,\left({1 \over 2!}+f\,\left({1 \over 3!}+\cdots \right)\right)\right)\right]} |
- On {\displaystyle z} és la part entera d'{\displaystyle x}
- on {\displaystyle f} és la part decimal d'{\displaystyle x}
- Per tant, {\displaystyle f} és sempre més petit que 1 i la suma d'{\displaystyle f} i {\displaystyle z} és {\displaystyle x}.

El valor de la constant ez es pot calcular per endavant multiplicant e per ella mateixa z vegades.

## Al pla complex
Quan es considera com una funció definida al pla complex, la funció exponencial conserva les propietats importants següents
{\displaystyle \!\,e^{z+w}=e^{z}e^{w}}
{\displaystyle \!\,e^{0}=1}
{\displaystyle \!\,e^{z}\neq 0}
{\displaystyle \!\,{d \over dz}e^{z}=e^{z}}
per a tot z i w.
La funció exponencial pot ser definida com una funció holomorfa en el pla complex de diferents maneres. Alguna d'elles són simples extensions de les fórmules que s'utilitzen per definir-la en el domini dels nombres reals. Específicament la forma més normal de definir-la pel domini de nombres complexos és mitjançant la sèrie de potències, on el valor real x se substitueix per la variable complexa z:
{\displaystyle e^{z}=\sum _{n=0}^{\infty }{z^{n} \over n!}}
Una funció holomorfa periòdica amb període imaginari {\displaystyle 2\pi i}, es pot escriure com
{\displaystyle \!\,e^{a+bi}=e^{a}(\cos b+i\sin b)}
on a i b són valors reals. Aquesta fórmula relaciona la funció exponencial amb les funcions trigonomètriques i les funcions hiperbòliques. Així veiem que tota funció elemental excepte els polinomis prové d'una funció exponencial.
Vegeu també la fórmula d'Euler.
Estenent el logaritme a arguments complexos s'obté una funció multivalorada, ln(z), és a dir, per a un element z obtenim una imatge amb més d'un element. Podem definir una potenciació més general:
{\displaystyle \!\,z^{w}=e^{w\ln z}}
per a tot z i w complexos, que també és una funció multivalorada. Les propietats exponencials establertes anteriorment es mantenen per a aquesta funció si tenim present que es tracta d'una funció multivalorada.
La funció exponencial transforma una recta del pla complex en una espiral logarítmica del pla complex amb centre a l'origen de coordenades. Si la recta és paral·lela a l'eix real, l'espiral no arriba a tocar-se; i si la recta és paral·lela a l'eix imaginari, l'espiral degenera en un cercle.

### Càlcul ezper al complexz
Si {\displaystyle z=x+yi}, on x i y són nombres reals, llavors
{\displaystyle \,e^{z}=e^{x}e^{yi}=e^{x}(\cos y+i\sin y)=e^{x}\cos y+ie^{x}\sin y.}

### Càlcul azona,zsón complex
{\displaystyle \,a^{z}=e^{zLna}}

## Matrius i àlgebres de Banach
La definició de la funció exponencial donada anteriorment també és vàlida per a tota àlgebra de Banach, i en particular per matrius quadrades reals o complexes (en aquest cas la funció és anomenada la matriu exponencial). Tenim que:
{\displaystyle \ e^{x+y}=e^{x}e^{y}{\mbox{ si }}xy=yx}
{\displaystyle \ e^{0}=1}
{\displaystyle \ e^{x}} és invertible amb inversa {\displaystyle \ e^{-x}}
la derivada de {\displaystyle \ e^{x}} en el punt {\displaystyle \ x} és l'aplicació lineal que envia {\displaystyle \ u} a {\displaystyle \ ue^{x}}.
En el context d'àlgebres de Banach no commutatives, tals com àlgebres de matrius o d'operadors en espais de Banach o de Hilbert, la funció exponencial sovint es considera com una funció amb argument real:
{\displaystyle \ f(t)=e^{tA}}
on A és un element fixat de l'àlgebra i t és un nombre real. Aquesta funció té les importants propietats
{\displaystyle \ f(s+t)=f(s)f(t)}
{\displaystyle \ f(0)=1}
{\displaystyle \ f'(t)=Af(t)}

## Exemple d'aplicació de la funció exponencial
És possible mesurar la concentració d'alcohol en la sang d'una persona. Investigacions mèdiques recents van demostrar que el risc de tenir un accident automobilístic pot ser representat mitjançant l'equació:
{\displaystyle \,r=6e^{kx}}
on 'x' és la concentració d'alcohol a la sang i 'k' una constant.

## Doble funció exponencial
El terme doble funció exponencial conté dos aspectes:
- una funció amb dues funcions exponencials, amb diferents exponents
- una funció {\displaystyle f(x)=a^{a^{x}}}, que creix molt més ràpidament que una funció exponencial.

Uns exemples de doble funció exponencial podien ser:
- El Nombre de Fermat, que és generat per la funció {\displaystyle F(n)=2^{2^{n}}+1}
- El Nombre Doble de Mersenne, que és generat per la funció {\displaystyle M_{M_{p}}=2^{2^{p}-1}-1}